# Miljan Zeković
Miljan Zeković (Nikšić, 1925. november 15. – 1993. február 10.) montenegrói és jugoszláv labdarúgó hátvéd, edző.
A jugoszláv válogatott tagjaként részt vett az 1954-es labdarúgó-világbajnokságon.

## Pályafutása

### Klubcsapatokban
A Sutjeska Nikšić és a Budućnost Podgorica csapatában szerepelt, mielőtt 1951-ben a Crvena zvezda egyik emlékezetes balhátvédje lett. Itt 1960-ig játszott, és négy nemzeti bajnokságot nyert (1952–53, 1955–56, 1956–57 és 1958–59), valamint két kupagyőzelmet ért el (1958-ban és 1959-ben). Miután elhagyta a belgrádi klubot, egy szezont a Čelik Zenica csapatában játszott csatárként, majd csatlakozott Bernard Vukashoz az Osztrák Bundesligában szereplő Grazer AK-hoz, ahol 1965-ig három szezonban játszott.

### A jugoszláv válogatottban
Összesen 13 mérkőzést játszott a jugoszláv labdarúgó-válogatottban. 1952. szeptember 21-én Belgrádban lépett először nemzeti színekben pályára: Ausztria ellen 4–2-re megnyert mérkőzésen. Utoljára a válogatottban 1955. november 11-én szerepelt, amikor Párizsban 1–1-es döntetlent játszottak Franciaország ellen.

### Edzőként
Miután visszavonult játékosként, egy szezont edzőként dolgozott az FK Dubočicánál, majd Görögországba távozott, ahol nyolc év alatt hat klubnál dolgozott.

## Fordítás
- Ez a szócikk részben vagy egészben  a   Miljan Zeković című angol Wikipédia-szócikk ezen változatának fordításán alapul.  Az eredeti cikk szerkesztőit annak laptörténete sorolja fel. Ez a jelzés csupán a megfogalmazás eredetét és a szerzői jogokat jelzi, nem szolgál a cikkben szereplő információk forrásmegjelöléseként.